# Акефалическая книга
Акефали́ческая кни́га (от др.-греч. ἀκέφαλος, akephalos — без головы, то есть лишённая начала) — в библиографии название книги, начало которой утрачено, как это особенно часто бывает в произведениях греческой и римской древности; книга с утерянным титульным листом.

## Примеры акефалических книг
- «Деяния» (лат. Res gestae) Аммиана Марцеллина[1], состоявшая из тридцати одной книги, до нашего времени сохранились только последние 18 книг.